# Kościół Najświętszej Maryi Panny Matki Kościoła w Warszawie

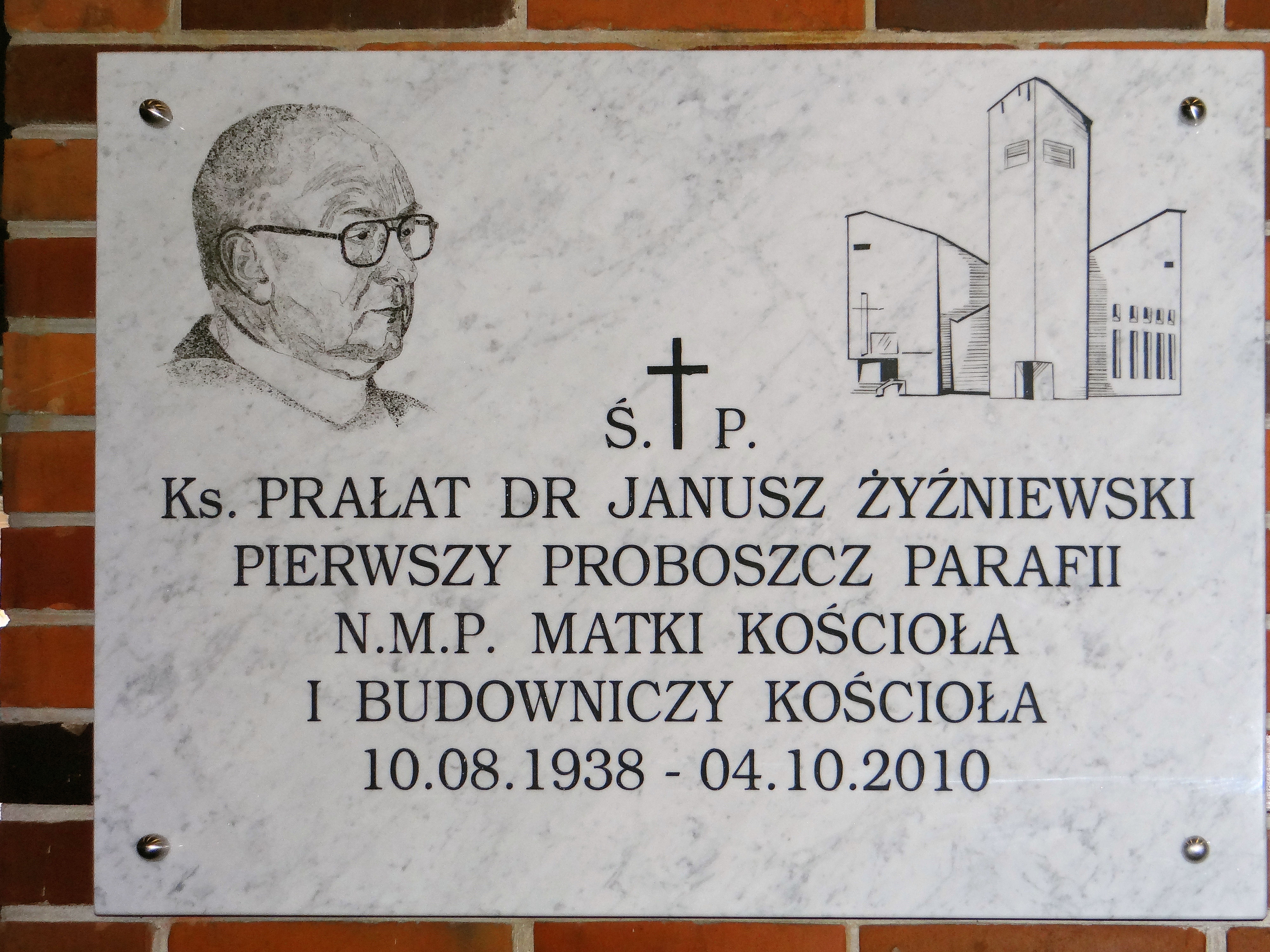
Tablica upamiętniająca księdza prałata dr Janusza Żyźniewskiego

Kościół Najświętszej Maryi Panny Matki Kościoła – świątynia rzymskokatolicka znajdująca się przy ul. Domaniewskiej 20 na Ksawerowie w dzielnicy Mokotów w Warszawie.
Kościół należy do parafii Najświętszej Maryi Panny Matki Kościoła na Ksawerowie, w dekanacie mokotowskim archidiecezji warszawskiej i obsługiwany jest przez księży archidiecezjalnych.

## Architektura
Budynek kościoła został wzniesiony według projektu Marka Martensa, Tadeusza Szumielewicza i Lecha Kordowicza.
Świątynia została zaprojektowana w duchu przemian po Soborze II Watykańskim. Kościół z konieczności został zaprojektowany na planie kwadratu o boku długości 24 m. Wewnątrz świątyni ołtarz został wysunięty możliwie najdalej w kierunku centrum kościoła. Witraże w kaplicy przedstawiają postacie wielkich Polaków XX wieku: św. Jana Pawła II, kard. Stefana Wyszyńskiego, św. siostrę Faustynę Kowalską, św. brata Alberta Chmielowskiego oraz św. ojca Maksymiliana Marię Kolbego.

## Historia[3]
Historia parafii i kościoła sięgają 1968 r., kiedy J.E. arcybiskup metropolita warszawski prymas Polski kardynał Stefan Wyszyński powierzył ks. Januszowi Żyźniewskiemu opiekę duszpasterską nad miejscową społecznością zamieszkującą nowo powstałe osiedle mieszkaniowe pozbawione jednak podówczas świątyni zniszczonej jeszcze w trakcie powstania warszawskiego. W okolicy tej znajdowały się między innymi budynki resortowe zamieszkane wyłącznie przez oficerów MSW oraz Sztabu Generalnego WP. Ks. Żyźniewski mimo trudności wynikających z sytuacji społeczno-politycznej w PRL-u powołał do życia kaplicę, w której także od 1971 r., prowadził zajęcia katechetyczne. Od 1970 r. w organizacji parafii i świątyni brał udział także skierowany do wspólnej pracy ks. Stanisław Guzek, a od 1974 r. ks. Kazimierz Zoch-Chrabołowski.
W 1981 r. uzyskano wreszcie zgodę na budowę świątyni. Zaprojektowania obiektu podjęli się Marek Martens i Leszek Korolewicz. Znacznym utrudnieniem dla architektów był fakt nietypowego kształtu działki jak na tego typu inwestycję oraz sąsiedztwo stacji zasilania energetycznego.
Parafia została powołana do życia dekretem J.E. arcybiskupa metropolity warszawskiego prymasa Polski Józefa Glempa – 21 grudnia 1981 r., już w trakcie stanu wojennego. Prace budowlane ruszyły 1 czerwca 1982 r., a wmurowania kamienia węgielnego pod nową świątynię dokonał ks. prymas Józef Glemp w dniu 7 października 1982 r. W dniu 26 maja 1996 r., J.E. ks. prymas Józef Glemp dokonał uroczystego poświęcenie górnego kościoła.

## Proboszczowie
- ks. prałat dr Janusz Żyźniewski (ur. 1938, zm. 2010)[4]
- ks. kanonik Jan Zieliński (ur. 1950), proboszcz w latach 2003-2024[5]
- ks. prałat dr Piotr Odziemczyk (ur. 1975), proboszcz od 2024 r.

## Inne informacje
- Na terenie parafii działa kapelania Zgromadzenia Sióstr Franciszkanek od Cierpiących przy kaplicy Niepokalanego Poczęcia NMP w Królikarni (ul. Puławska 113d)[6]